# (p, q)-shuffle
Pour les articles homonymes, voir Shuffle.
En mathématiques, pour deux entiers naturels p et q, un (p, q)-shuffle est, un élément σ du groupe symétrique Sp+q des permutations de l'ensemble {1, …, p + q}, tel que
Les (p, q)-shuffles sont en bijection avec — et parfois définis comme, — les partitions de l'ensemble [p + q – 1] = {0, …, p + q – 1} en deux sous-ensembles complémentaires μ, ν à p et q éléments, numérotés en croissant :
Leur nombre est donc égal au coefficient binomial
{\displaystyle {p+q \choose p}}
et la signature de la permutation σ associée à la partition (μ, ν) est égale à
{\displaystyle (-1)^{\varepsilon (\mu )},\quad {\rm {avec}}\quad \varepsilon (\mu )=\sum _{i=1}^{p}(\mu _{i}-(i-1)).}

## Utilisations
Le produit extérieur de deux formes multilinéaires alternées, une p-forme et une q-forme, peut être défini comme une somme indexée par l'ensemble des (p, q)-shuffles et pondérée par leurs signatures.
Le shuffle, ou « produit de mélange », ou  « application d'Eilenberg-MacLane », défini de façon analogue, intervient dans une démonstration explicite du théorème d'Eilenberg-Zilber, comme quasi-isomorphisme réciproque de l'application d'Alexander-Whitney,,.
Le même type de sommes permet de munir l'algèbre tensorielle d'un espace vectoriel d'une structure de bigèbre.